# لازارو راموس
لازارو راموس (بالبرتغالية: Lázaro Ramos‏) هو ممثل برازيلي، ولد في 1 نوفمبر 1978 في البرازيل.

## وصلات خارجية
- لازارو راموس على موقع IMDb (الإنجليزية)
- لازارو راموس على موقع ألو سيني (الفرنسية)
- لازارو راموس على موقع أول موفي (الإنجليزية)
- لازارو راموس على موقع قاعدة بيانات الأفلام السويدية (السويدية)
- لازارو راموس على موقع قاعدة بيانات الفيلم (الإنجليزية)
- لازارو راموس على موقع كينوبويسك (الروسية)